# Паріс

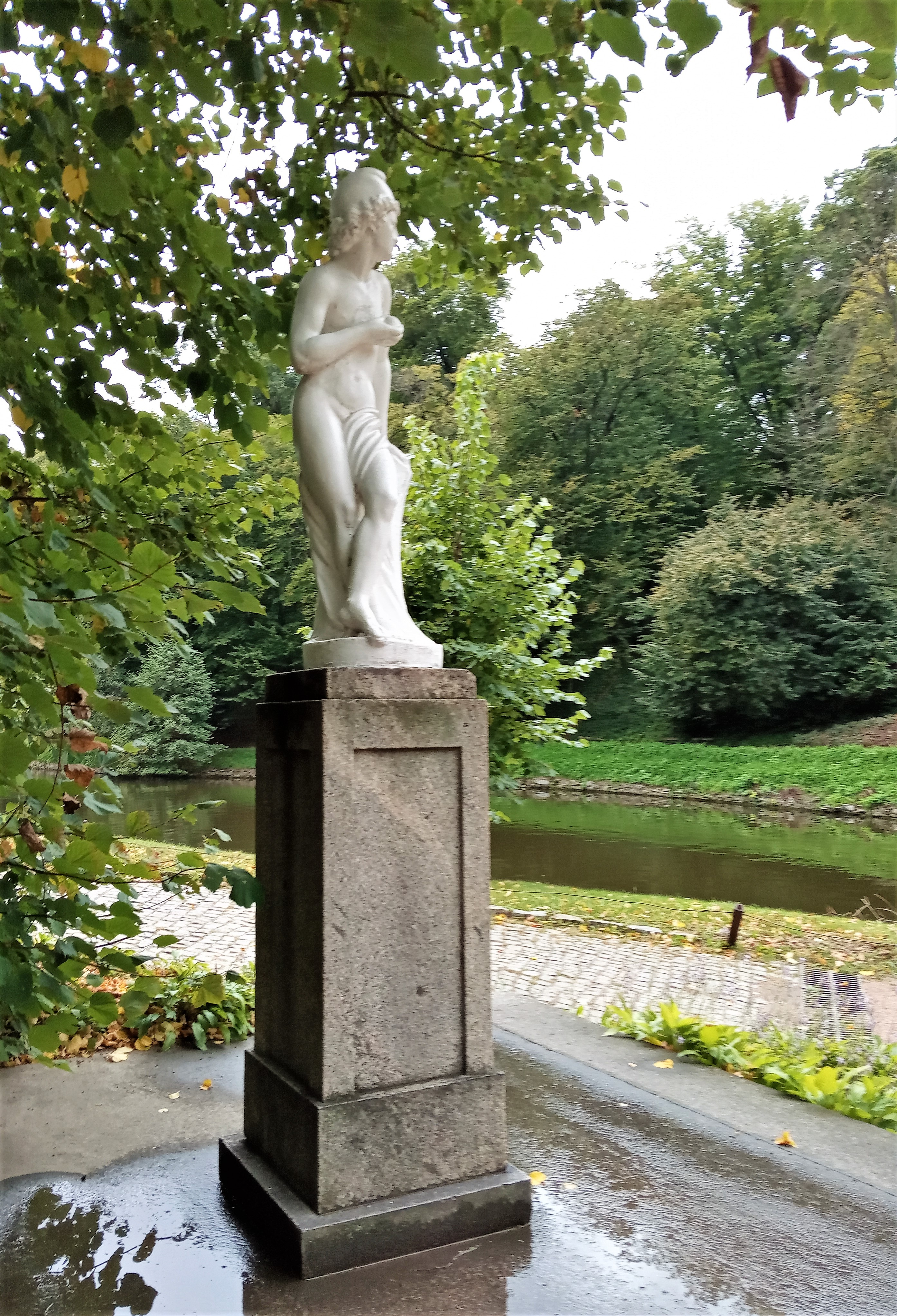
Cтатуя Паріса у Національному дендрологічному парку «Софіївка»

Парі́с, правильніше наголошення Па́ріс (дав.-гр. Πάρις), також відомий як  Алекса́ндр (дав.-гр. Ἀλέξανδρος) — у давньогрецькій міфології — син троянського царя Пріама й цариці Гекаби, якій ворожбит провістив, що її майбутній син знищить рідну країну.
Одразу ж після народження хлопчика батьки наказали рабові кинути його на горі Іда на поталу диким звірам. Однак малюк не загинув, його годувала своїм молоком ведмедиця. Коли через п'ять днів раб знайшов хлопчика живим і здоровим, то взяв його до свого дому, назвав Парісом і виховував поміж пастухами. Юнак відзначався розумом та відвагою. Він сміливо боронив отари від розбійників, за що дістав наймення Александр — «той, що захищає (отари) від чоловіків».
Згідно з міфами, до Паріса за порадою Зевса звернулися Гера, Афіна й Афродіта, щоб він розсудив, кому з них має належати яблуко з написом καλλίστῃ (kallistēi, «найвродливішій»). Це яблуко, що відоме як «яблуко розбрату», підкинула гостям не запрошена на весільний бенкет Пелея й Фетіди богиня чвар і розбрату Ерида. Кожна з трьох наймогутніших богинь намагалася схилити юнака на свій бік: Гера обіцяла владу та багатство, Афіна — мудрість і військову славу, Афродіта — найвродливішу у світі жінку. Паріс присудив яблуко Афродіті, яка за це допомогла йому викрасти в спартанського царя Менелая його дружину Єлену.
Суд Паріса описано в кіклічній поемі «Кіпрії», короткий переказ є в Епітомі (ІІІ.2) (Псевдо-)Аполодора (тут Паріса згадано лише як Александра).
Це викрадення спричинило Троянську війну, оспівану в давньогрецькому епосі. Живучи в родині пастуха, Паріс одружився з провісницею та цілителькою Еноною, яку залишив, коли Афродіта пообіцяла йому допомогти одружитися з Єленою. Завдяки сприянню Афродіти (і всупереч Кассандрі, яка намагалася вбити брата, щоб урятувати Трою), Пріам і Гекаба впізнали Паріса й повернули його до царської родини. Під час війни з ахейцями Паріс не виявляє ніякої хоробрості. За «Іліадою», його більше вабили кохання й розкіш, ніж слава. Наприкінці війни Паріс за допомогою Аполлона вбив Ахіллеса, але й сам помер від рани, якої йому завдав Філоктет стрілою з Гераклового лука. Перед смертю Паріс просив свою першу дружину зцілити його рану, однак ображена Енона відвернулася від нього.
Міф про Паріса, особливо сцена суду Паріса, є відомим сюжетом у живописі й пластиці (П. П. Рубенс, А. Ватто, О. Ренуар, П. Гоген, Дж. Романо та ін.). Тепер ім'я Паріса вживається як синонім слів «красень», «спокусник».
В Україні є статуя Паріса у Національному дендрологічному парку «Софіївка», що в Умані. В основу композиційного рішення центральної частини парку покладені сюжети з міфології Стародавньої Греції та Риму, а деякі місця нагадують оселю грецьких богів, героїв, письменників та філософів. У центрі площі розташований басейн, посередині якого поміщено велику гранітну вазу. Біля басейну розташована статуя Паріса. Її було встановлено 1846 року. Про походження цієї статуї точних даних немає.
Історичними прототипами міфологічного Паріса могли бути як один з синів Пріама, та і один з попередніх правителів Трої (і дядько Пріама) — Александр, згаданий у хеттських хроніках.